# Tomáš Vorobjov
Tomáš Vorobjov, né en 1984 est un astronome amateur slovaque.

## Biographie
Vorobjov s'est spécialisé dans l'observation des planètes mineures et des objets géocroiseurs. Il est le directeur de l'IASC Data Reduction Team.
L'astéroïde (4858) Vorobjov est nommé d'après lui.

## Découvertes notables
- En octobre 2012, il a découvert sa première comète périodique 276P/Vorobjov[1].
- En avril 2012, il a découvert l'objet transneptunien (432949) 2012 HH2[2].

### Objets géocroiseurs
- 2011 EB7 (1er mars 2011) [3]
- 2011 HD63 (1er mai 2011) [4]
- 2011 PW6 (8 août 2011) [5]
- 2013 EP41 (9 mars 2013) [6]
- 2013 FC11 (21 mars 2013) [7]
- 2014 FG33 (26 mars 2014) [8]
- 2014 GF45 (6 avril 2014) [9]
- 2014 QP362 (26 août 2014) [10]
- 2014 WG70 (17 novembre 2014) [11]

### Centaures
- 2015 FK37[12] (20 mars 2015) [13]

### Objets transneptuniens
- (432949) 2012 HH2 2012 HH2 (19 avril 2012)
- 2014 FP43 2014 FP43 (28 mars 2014)
- (472235) Zhulong 2014 GE45 (6 avril 2014)
- 2014 QF433 2014 QF433 (26 août 2014)
- 2014 UH192 2014 UH192 (28 octobre 2014)
- (505679) 2014 WT69 2014 WT69 (17 novembre 2014)
- TVPS8GA (20 novembre 2014) - perdu
- 2015 FP36 2015 FP36 (19 mars 2015)